# Northwood (Ohio)
Northwood es una ciudad ubicada en el condado de Wood en el estado estadounidense de Ohio. En el Censo de 2010 tenía una población de 5265 habitantes y una densidad poblacional de 238,15 personas por km².

## Geografía
Northwood se encuentra ubicada en las coordenadas 41°36′36″N 83°28′58″O / 41.61000, -83.48278. Según la Oficina del Censo de los Estados Unidos, Northwood tiene una superficie total de 22.11 km², de la cual 22.07 km² corresponden a tierra firme y (0.15%) 0.03 km² es agua.

## Demografía
Según el censo de 2010, había 5265 personas residiendo en Northwood. La densidad de población era de 238,15 hab./km². De los 5265 habitantes, Northwood estaba compuesto por el 94.26% blancos, el 0.72% eran afroamericanos, el 0.55% eran amerindios, el 1.1% eran asiáticos, el 0% eran isleños del Pacífico, el 1.25% eran de otras razas y el 2.11% pertenecían a dos o más razas. Del total de la población el 5.81% eran hispanos o latinos de cualquier raza.